# Старший полковник
Старший полковник (Colonel-major, кит. 大校, Да сяо) — воинское звание в вооружённых силах некоторых государств мира.
Обер-офицерский чин, наивысшее воинское звание в категории старших офицеров.
Имеется в вооружённых силах КНР (大校), КНДР (тэчва, 대좌), Вьетнама (Đại tá), Аргентины и Марокко.
Звание стоит выше полковника, но ниже генерал-майора.
Старший полковник в НОАК имеет расположенные продольно в ряд четыре звезды на погоне с двумя просветами. У старшего полковника Корейской Народной Армии четыре больших звезды расположены как у современного российского капитана, но на погонах с двумя просветами, а у (Đại tá) — старшего полковника Вьетнамской Народной Армии те же четыре звезды расположены четырёхугольником над двумя полосками на петлицах.
Обычно командует сдвоенным полком или целой бригадой.
Соответствует бригадиру Британской армии и бригадному генералу армии США. Бывает стоит между полковником и генералом бригады.
В военно-морских флотах различных стран звание соответствует чину капитан-командор, и званию коммодора.
С начала XVIII века и до начала XIX века в России существовал морской эквивалентный старшему полковнику чин обер-сарваер.

## Знаки различия
Ниже представлены знаки различия В/З в виде погон и петлиц:
- Погон старшего полковника (Colonel Commandant) сухопутных войск КНР (1955—1965).
- Погон старшего полковника (Colonel Commandant) ВВС КНР (1955—1965).
- Петлица старшего полковника (Colonel Commandant) сухопутных войск КНР (1955—1965).
- Погон старшего полковника (Colonel Commandant) сухопутных войск КНР (1988—2007).
- Погон старшего полковника (Colonel Commandant) ВВС КНР (1988—2007).
- Погон старшего полковника (Colonel Commandant) Народной вооружённой милиции КНР (1988—2007).
- Погон старшего полковника (Colonel Commandant) сухопутных войск КНР (2007—2009).
- Погон старшего полковника (Colonel Commandant) ВВС КНР (2007—2009).
- Погон старшего полковника (Colonel Commandant) Народной вооружённой милиции КНР.
- Петлица старшего полковника (Colonel Commandant) сухопутных войск КНР (2007—2009).
- Петлица старшего полковника (Colonel Commandant) ВВС КНР (2007—2009).
- Петлица старшего полковника (Colonel Commandant) Народной вооружённой милиции КНР.
- Погон старшего полковника (Colonel Commandant) сухопутных войск КНР (с 2009 года).
- Погон старшего полковника (Colonel Commandant) ВВС КНР (с 2009 года).
- Петлица старшего полковника Вьетнамской армии.
- Петлица старшего полковника сухопутных войск Вьетнама (1960—1992).
- Погон старшего полковника сухопутных войск Вьетнама (с 2008 года).
- Погон старшего полковника ВВС Вьетнама (с 2008 года).
- Погон старшего полковника Пограничных войск Вьетнама (с 2008 года).
- Погон старшего полковника Береговой охраны Вьетнама (с 2008 года).
- Погон старшего полковника сухопутных войск КНДР.
- Погон старшего полковника ВВС КНДР.
- Погон старшего полковника ДГБ КНДР.
- Погон старшего полковника МОБ КНДР.
- Погон старшего полковника армии Аргентины (Coronel Mayor (Senior Colonel)).
- Погон старшего полковника (Colonel Major) Королевских сухопутных войск Марокко.
- Погон старшего полковника (Colonel Major) Королевской жандармерии Марокко.
- Погон старшего полковника (Colonel Major) Королевской гвардии Марокко.